# Tempelj Menakši, Madurai
Tempelj Arulmigu Meenakshi Sundaraswarar, tudi Arulmigu Menakši Amman Thirukovil je zgodovinski hindujski tempelj na južnem bregu reke Vaigai v tempeljskem mestu Madurai, Tamil Nadu, Indija. Posvečen je boginji Menakši, obliki Šakti, in njenemu soprogu Sundarešvararju, obliki Šive. Tempelj je v središču starodavnega templja mesta Madurai, omenjenega v tamilski literaturi Sangam, s templjem boginje, omenjenim v besedilih iz 6. stoletja. Ta tempelj je eden od Padal Petra Sthalams, ki je 275 Šivinih templjev, ki so čaščeni v verzih tamilskih Saiva Najanars iz 6. do 9. stoletja našega štetja.
Zahodni stolp (gopura) templja je model, na podlagi katerega je zasnovan državni grb Tamil Naduja.

## Pregled
Tempelj Madurai Menakši Sundarešvarar je zgradil pandajski cesar Sadajavarman Kulasekaran I. (1190–1205 n. št.). Zgradil je glavne dele trinadstropnega gopurama na vhodu v svetišče Sundarešvarar in osrednji del svetišča boginje Menakši, ki sta nekaj najzgodnejših ohranjenih delov templja. Tradicionalna besedila ga imenujejo kralj pesnik-svetnik, dodatno mu pripisujejo pesem z naslovom Ambikai Malai, pa tudi svetišča (koil) za Natarajar in Surja v bližini glavnega templja, Ajanar na vzhodu, Vinajagar na jugu, Kariamalperumal v zahodu in Kali na severu. Zgradil je tudi Mahamandapam. Kulasekara Pandya je bil tudi pesnik in je zložil pesem o Menakši z imenom Ambikai Malai. Maravarman Sundara Pandjan I. je leta 1231 zgradil gopuram, ki se je takrat imenoval Avanivendaraman, pozneje pa je bil obnovljen, razširjen in imenovan Sundara Pandja Thirukopuram. Čitra gopuram, znan tudi kot Mutalakkum Vajil, je zgradil Maravarman Sundara Pandjan II. (1238-1251). Ta gopuram je dobil ime po freskah in reliefih, ki prikazujejo posvetne in verske teme hindujske kulture. Maravarman Sundara Pandjan II. je dodal tudi hodnik s stebri v svetišče Sundarešvara in Sundara Pandjan Mandapam. Po poškodbi iz 14. stoletja je bila obnovljena, njeno granitno zgradbo je po letu 1595 obnovil Kumara Krišnapar.
Čeprav ima tempelj zgodovinske korenine, je bila večina sedanje zgradbe kampusa obnovljena po 14. stoletju našega štetja, Tirumala Najaka pa jo je v 17. stoletju dodatno popravil, prenovil in razširil. V zgodnjem 14. stoletju je vojska Delhijskega sultanata, ki jo je vodil muslimanski poveljnik Malik Kafur, oropala tempelj, iz njega izropala vse dragocenosti in uničila tempeljsko mesto Madurai skupaj s številnimi drugimi tempeljskimi mesti južne Indije. Sodobni tempelj je rezultat prizadevanj za obnovo, ki so jih začeli vladarji imperija Vidžajanagara, ki so obnovili jedro in ponovno odprli tempelj. V 16. stoletju so tempeljski kompleks dodatno razširili in utrdili Najak vladar Višvanatha Najakar in kasneje drugi. V obnovljenem kompleksu je zdaj 14 gopuramov (prehodnih stolpov), visokih od 45 do 50 m, pri čemer je južna gopura najvišja z 51,9 metra. Kompleks ima številne dvorane z izklesanimi stebri, kot so Ajirankal (dvorana s 1000 stebri), Kilikondu-mandapa, Golu-mandapa in Pudu-mandapa. Njegova svetišča so posvečena hindujskim božanstvom in učenjakom šaivizma, z vimanami nad garbhagrihami (svetišči) Menakši in Sundarešvare, pozlačenimi z zlatom.
Tempelj je glavna romarska destinacija v tradiciji šaivizma, posvečena Menakši Devi in Šivi. Vendar pa tempelj vključuje Višnuja v številne pripovedi, kipe in obrede, saj velja za Menakšijinega brata. Zaradi tega sta ta tempelj in Madurai postala južna Mathura, ki je vključena v vaišnavska besedila. Tempelj Menakši vključuje tudi Lakšmi, flavto, ki igra na Krišno, Rukmini, Brahmo, Sarasvati in druga vedska in puranska božanstva, pa tudi umetnine, ki prikazujejo pripovedi iz večjih hindujskih besedil. Velik tempeljski kompleks je najvidnejša znamenitost Maduraja in privabi na desettisoče obiskovalcev na dan. Tempelj privabi več kot milijon romarjev in obiskovalcev med 10-dnevnim festivalom Menakši Tirukaljanam, ki ga praznujejo s številnimi praznovanji in ratho (kočijo) procesijo v tamilskem mesecu Čitirai (prekriva se z aprilom in majem v gregorijanskem koledarju, Čaitra v severni Indiji). Tempelj je bil 1. oktobra 2017 pod Svačhom Bharatom Abhijanom razglašen za najboljše »ikonično mesto Swachh« v Indiji.

## Lokacija
Tempelj Menakši stoji v središču zgodovinskega mesta Madurai, približno kilometer južno od reke Vaigai. To je približno 460 kilometrov jugozahodno od Čenaja, glavnega mesta države. Tempeljski kompleks je dobro povezan s cestnim omrežjem (štiripasovna državna avtocesta 38), v bližini glavnega železniškega križišča in letališča (IATA: IXM) z vsakodnevnimi storitvami. Mestne ceste se širijo iz tempeljskega kompleksa, glavne obvoznice pa tvorijo koncentrični vzorec mesta, strukturo, ki sledi smernicam Šilpa Šastra (sanskrt śilpa śāstra, kar pomeni pravila arhitekture) za oblikovanje mesta. Madurai je eno od mnogih tempeljskih mest v državi, ki je dobilo ime po nasadih, grozdih ali gozdovih, v katerih prevladuje določena sorta drevesa ali grma, in ista sorta drevesa ali grma, ki daje zavetje glavnemu božanstvu. Regija naj bi bila prekrita z gozdom Kadamba in se zato imenuje Kadambavanam.

## Etimologija
Meenakshi (sanskrtsko मीनाक्षी, dob. 'Mīnākṣī', tamilsko மீனாட்சி, dob. 'Mīṉāṭci') je izraz, ki pomeni 'ribje oko', ki izhaja iz besede mina ('riba') in akši ('oči'). Prej je bila znana pod tamilskim imenom Thadadakai ('ribjeoka'), ki so ga kasneje imenovali Meenakshi. Po drugi teoriji ime boginje pomeni 'vladavina rib', ki izhaja iz tamilskih besed meen (riba) in aatchi (vlada). Znana je tudi pod tamilskim imenom Angajarkanni ali Ankajarkannamai (dobesedno 'mati s čudovitimi ribjimi očmi').

## Legenda
Boginja Menakši je glavno božanstvo templja, za razliko od večine Šivinih templjev v južni Indiji, kjer je Šiva glavno božanstvo. Po tamilskem besedilu Tiruvilaijatarpuranam sta kralj Malajadvaja Pandja in njegova žena Kančanamalai opravila Jadžna, da bi iskala sina za nasledstvo. Namesto tega se je iz ognja rodila hči, ki je bila stara že 3 leta in je imela tri dojke. Šiva je posredoval in rekel, naj starši z njo ravnajo kot s sinom, in ko bo spoznala svojega moža, bo izgubila tretjo dojko. Upoštevali so nasvet. Deklica je odraščala, kralj jo je okronal za naslednico in ko je srečala Šivo, so se besede uresničile, prevzela je svojo pravo obliko Menakši. Po Harmanu to morda odraža matrilinearno tradicijo v južni Indiji in regionalno prepričanje, da »predzadnje [duhovne] moči pripadajo ženskam«, bogovi poslušajo svoje zakonce in da usode kraljestev ostajajo pri ženskah. Po mnenju Susan Bayly je spoštovanje Menakši del tradicije hindujske boginje, ki se integrira s hindujsko družbo, kjer je »ženska temelj sistema« družbenih odnosov.
Poroka Menakši in Šive je bila velik dogodek, zbranimi so bili vsi bogovi, boginje in živa bitja. Višnu naj bi bil brat Menakši, ki jo je na poroki dal Šivi.

## Zgodovina
Mesto Madurai je starodavno in je omenjeno v besedilih iz obdobja Sangam. Ta so datirana od 1. do 4. stoletja našega štetja. Nekatera zgodnja tamilska besedila imenujejo Madurai kot Koodal, ti pa ga prikazujejo kot prestolnico in tempeljsko mesto, kjer je vsaka ulica izhajala iz templja. Boginja Menakši je opisana kot božanska vladarica, ki je bila skupaj s Šivo glavna božanstva, ki so jih častila južna tamilska kraljestva, kot je dinastija Pandja. Zgodnja besedila nakazujejo, da je tempelj v Maduraju obstajal do sredine 6. stoletja. V srednjeveški literaturi in napisih se včasih imenuje Kadambavanam ('gozd Kadamba') ali Veliambalam ('srebrna dvorana, kjer je plesal Šiva'). Opisali so ga kot Sangam učenjakov ali kraj, kjer se srečujejo učenjaki. Omenjeno je v tamilskem besedilu Tiruvilajadalpuranam in sanskrtskem besedilu Halasja Mahatmja. Je eno od svetišč 275 Paadal Petra Sthalams.
Zgodnja tamilska besedila omenjajo tempelj in njegovo glavno božanstvo z različnimi vzdevki in imeni. Thirugnanasambandar, slavni hindujski svetnik filozofije Saiva, je na primer omenil ta tempelj v 7. stoletju in opisal božanstvo kot Alavai Iraivan. Izvor templja je omenjen v teh zgodnjih tamilskih besedilih, nekateri v regionalnem žanru literature Puranam. Vsi ti postavljajo tempelj v starodavne čase in vključujejo bojevniško boginjo, vendar se podrobnosti zelo razlikujejo in niso skladne med seboj. Nekateri povezujejo z njim božanstva, ki jih imenujejo Alavai Iraivan in Alavai Anal ali alternativno Angajar Kani Amai. Nekateri povezujejo njegovo legendo z drugimi božanstvi, kot je Indra, ki razglaša primat boginje, medtem ko nekateri opisujejo hindujske bogove, ki se pojavljajo pred starodavnimi kralji ali svetniki in pozivajo bogate trgovce, naj zgradijo ta tempelj v čast boginje. Ena legenda opisuje kralja in kraljico brez otrok, ki izvajata jadžno za sina, dobita hčerko, ki podeduje kraljestvo, osvoji zemljo, na koncu sreča Šivo, se z njim poroči, še naprej vlada iz Maduraja in tempelj spominja na te čase. Znanstveniki so poskušali ugotoviti zgodovino templja iz napisov, najdenih v Maduraju in zunaj njega, ter primerjali zapise, ki se nanašajo na južnoindijske dinastije. Te večinoma izvirajo iz 12. stoletja.

### Invazije in uničenje
Na severu Indije je Indijsko podcelino osvojil Delhijski sultanat. Muslimanske vojske so proti koncu 13. stoletja začele pleniti osrednjo Indijo. Po podreditvi in črpanju ogromnega bogastva skupaj z obljubljenimi letnimi davki maratskih Jadav iz Devagirija leta 1308, telugujskih Kakatijev iz Varangala leta 1310 in kanadeških Hojsal iz Dvarasamudre leta 1311, so zloglasni muslimanski general evnuh sultana Ala ud Din Khaldžija Malik Kafur in njegove sile Delhijskega sultanata leta 1311 šle globlje v Dekanski polotok, da bi plenile in vzpostavile letne davke, ki naj bi jih plačevali hindujski kralji. Zapisi, ki so jih zapustili dvorni zgodovinarji Delhijskega sultanata navajajo, da je Malik Kafur vdrl v Madurai, Čidambaram, Srirangam, Vridhačalam, Ramesvaram in druga sveta tempeljska mesta, uničil templje, ki so bili viri zlata in draguljev. Leta 1311 je prinesel ogromen plen iz Dvarasamudre in kraljestva Pandja v Delhi.
Islamska invazija v 14. stoletju je nenadoma končala pokroviteljstvo tamilskih hindujskih tempeljskih mest. Tamilski hindujci so oživili ta mesta, vendar je na nekaterih mestih, kot je Madurai, trajalo dolgo časa. Po osvojitvi in uničenju je delhijski sultan Muhamad bin Tughluq imenoval muslimanskega guvernerja v Maduraju po imenu Džalaludin Ahsan Kan, ki se je leta 1335 odcepil od Delhijskega sultanata in ustanovil Madurajski sultanat. Sultanat je zahteval davek od tempeljskih mest, namesto da bi jih podprl in jih ob nekaterih priložnostih močno oškodoval in uvedel tiranijo nad lokalnim prebivalstvom. Muslimanski Madurajski sultanat je bil razmeroma kratkotrajen, saj ga je hindujski imperij Vidžajanagara pod Buka Rajo odstranil leta 1378. Po eni poetični legendi, imenovani Madhura Vidžajam, ki jo pripisujejo Gangadevi, ženi poveljnika Kumare Kampane, mu je dala meč, ga pozvala, naj osvobodi Madurai, popravi krivice in ponovno odpre tempelj Menakši iz ruševin. Vladarji Vidžajanagare so uspeli, počistili so ruševine in ponovno odprli tempelj za aktivno čaščenje. Tempelj so obnovili, popravili in razširili skozi 16. stoletje, skupaj z mnogimi drugimi regionalnimi templji.

## Obnova
Tempelj je v 16. in 17. stoletju ponovno zgradil vladar hindujske dinastije Najaka Višvanatha Najak. Vladarji Najake so pri preoblikovanju mestnega načrta templja in templja Menakši sledili hindujskim besedilom o arhitekturi, imenovanim Šilpa Šastras. Mesto je bilo postavljeno v obliki koncentričnih trgov in obvoznic okoli njih, s sekajočimi se ulicami, ki so dosegle vrhunec v templju Menakši-Sundarešvara. Te ulice uporabljajo tradicionalna tamilska hindujska imena mesecev, kot so Adhi, Čitrai, Avani-mola, Masi in druga. V vsakem od teh mesecev so Hindujci začeli svojo tradicijo prazničnega odnašanja tempeljskih bronastih predmetov po istoimenski ulici. Tempelj in mesto sta bila ponovno obrnjena proti vzhodu, da bi pozdravila vzhajajočega Surja (boga sonca). Tempeljsko mesto je znova zraslo okoli novega templja, s človeškimi naselji, strukturiranimi po njihovih kastah, s kraljevo osebo, Kšatrije in trgovci Vaišja, ki so živeli na jugovzhodni strani templja, brahmani v posebni četrti blizu templja, drugi pa na drugih območjih in obrobju mesta. Kralj je začel tradicijo procesij, povezanih s templjem, da bi povezal svojo avtoriteto z božanskim in ohranil družbeni sistem. Nasprotno pa procesija odraža tradicionalne matrilinealne družbene vrednote, sorodstvene vrednote brat-sestra-ženin, ki bolje pojasnjujejo njeno priljubljenost. Tradicija čaščenja boginje bojevnice je starodavna v tamilski hindujski tradiciji in se je dramatično razširila po vojnah v 14. stoletju.
Delo, ki ga je leta 1560 dokončal Višvanatha Najaka, je bilo med vladavino Tirumale Najake (1623–1655) znatno razširjeno na sedanjo strukturo. Tirumala Najaka, hindujski kralj, se je zelo zanimal za postavitev številnih kompleksov znotraj templja. Njegova glavna prispevka sta Vasantha Mandapam za praznovanje Vasanthotsavama (pomladni festival) in Kilikondu Mandapam (hodnik papig). Hodnike rezervoarja templja in Menatči Najakar Mandapam je zgradil Rani Mangammal. Pobuda za nekatere spremembe strukture je bila pod nadzorom Arijanatha Mudaliarja, predsednika vlade dinastije Najaka.
V kolonialnem obdobju je prebivalstvo okoli templja Menakši pritegnilo središče krščanskih misijonarjev, ki so jih vodile konkurenčne misije iz Portugalske in drugih delov Evrope. Britanski vladarji so tempelj najprej obdarili, britanske čete pa so sodelovale na tempeljskih praznovanjih, da bi pridobile družbeno-politično sprejetost. Lord Clive je na primer podaril dragulje, ki jih je iz Sringapatama ugrabila Britanska vzhodnoindijska družba, vendar so se leta 1820 umaknili iz svoje vloge pokroviteljev templja in sodelovali pri tempeljskih praznovanjih. Misijonarji so zasmehovali tempeljske umetnine in kritizirali tempeljske običaje, medtem ko so se predstavljali kot 'rimski brahmani' in 'severni saniasi' [sic]. Misijonarska prizadevanja so bila večinoma neuspešna, saj so ljudje po krstu še naprej skrbeli za tempelj. Misijonarji so zapisali, da Tamilci »krščujejo, ne pa se spreobračajo«, saj krstijo, če »nekdo želi kristjansko ženo« ali medicinsko pomoč, ko ima bolezen, in materialno pomoč, če je reven.
Po koncu Najakov, začetku predsedovanja Madrasa in umiku kolonialnih Britancev iz podpore, se je stanje templja poslabšalo. Leta 1959 so tamilski hindujci začeli zbirati donacije in začeli obnovitvena dela po posvetovanju z inženirji, hindujskimi samostani, zgodovinarji in drugimi učenjaki. Končano obnovo so proslavili s Kumbhabhišekamom leta 1995..
Tempelj ima svojo tradicionalno različico zgodovine, ki jo imenuje Šiva-lilas (šport Šive), štiriinšestdeset od teh epizod pa je naslikanih kot freske po stenah templja. Te prikazujejo številna uničenja Maduraja in templja, nato pa njegov dvig iz pepela in ruševin uničenja vsakič.

### Nemiri Nadarjev ob vstopu v tempelj
Novembra 1895 so Nadarji kamutija zaprosili tempelj Menakši Sundarašvara, ki je bil pod skrbništvom Ramnada M. Baskare Sethupathija nad Radžom, za dovoljenje za obredno pojedino. Njihova prošnja je bila sprejeta, vendar je treba izvesti brez vstopa Nadarjev v tempelj. Protinadarsko koalicijo je ustvaril Velasami Thevar, podedovani vladar velike dežele pod radžo Ramnad in dedek pokojnega Muthuramalinga Thevarja. Nadarjem je prepovedal uveljavljanje svobode. Ukazal je zvestobo družbi Maravar in vztrajal pri razlikovanju med vsemi razredi.
Skupina 15 Nadarjev iz družine Erulapa Nadar je maja 1897 vstopila v tempelj v Kamudiju in sama izvedla pudžo glavnemu božanstvu. Maravarji in Ramnad Zamindar M. Baskara Sethupathi so temu ugovarjali in vložili pritožbo proti petnajstim članom družine Erulapa Nadarja, češ da so onesnažili tempelj, in zahtevali plačilo 2500 ₹ za očiščevalne rituale. Sodišče je 20. julija 1899 odločilo, da niti obtoženi niti kateri koli član njihove skupnosti nimajo pravice vstopiti v noben del templja. Za zahtevane ritualne obrede očiščenja v templju je bilo obtoženim naloženo plačilo zneska petsto rupij.
Nadarjevi so se pritožili na višje sodišče v Madrasu, nezadovoljni s sodbo podrejenega sodnika Maduraia, s sredstvi v višini 42.000 ₹, zbranih od članov skupnosti. Sodba je šla proti zakoncema Nadar, nato pa sta se pritožila na londonski tajni svet. Tajni svet je odobril odločitev podrejenega sodnika Maduraia, pri čemer se je skliceval na odločitev višjega sodišča iz leta 1908. Okrožni sodnik Maduraia je predlagal, da se ostanek javne sile podaljša za še eno obdobje, ker je odločitev tajnega sveta o primer Kamudi Temple Entry bi lahko spet povzročil težave.

### Po letu 1923
Tempelj vzdržuje in upravlja Oddelek za hindujske verske in dobrodelne ustanove vlade Tamil Naduja.

## Opis
Tempeljski kompleks je središče starega mesta Madurai. Sestavljen je iz spomenikov znotraj več koncentričnih ograjenih prostorov, od katerih je vsak sloj utrjen z visokimi zidanimi zidovi. Zunanje obzidje ima štiri visoke prehode, ki bhaktam in romarjem omogočajo vstop v kompleks iz vseh štirih smeri. Po uničenju mesta v 14. stoletju tamilska tradicija navaja, da je kralj Višvantha Najaka obnovil tempelj in mesto Madurai. Načrt mesta temelji na koncentričnih kvadratih z ulicami, ki so se širile iz templja. Zgodnja tamilska besedila omenjajo, da je bil tempelj središče mesta in da so se ulice po naključju širile kot lotos in njegovi cvetni listi. ulice se prilagajajo dovršenemu koledarju festivalov, v katerem procesije obkrožijo tempeljski kompleks. Kočije, ki se uporabljajo v procesijah, so postopoma bolj masivna, čim dlje potujejo od središča.
Tempeljski kompleks se razprostira na približno 14 hektarjih. Dvorišče je blizu kvadrata z vsako stranico približno 243 m, toda natančneje pravokotnika z eno stranjo približno 15 m daljšo. Kompleks ima številna svetišča in mandape, od katerih sta najpomembnejši in največji dve vzporedni svetišči na najbolj notranjem dvorišču, eno za Menakši (B na načrtu) in drugo za Sundarešvara (A). Poleg tega ima kompleks sveti bazen z zlatim lotosom (L), v katerem se lahko romarji kopajo, dvorano s tisoč stebri z obsežnimi skulpturami (Q), kaljana mandapa ali poročno dvorano, številna majhna svetišča za hindujska božanstva in učenjake iz Zgodovina Sangama (akademije), stavbe, ki so verske šole in upravni uradi, lope za slone, lope za opremo, kot so tiste za držanje vozov, ki se uporabljajo za občasne procesije, in nekateri vrtovi. Tempelj je vgrajen v trgovsko središče in tradicionalne trge.
Po besedah Holly Reynolds podrobnejši pregled načrta templja in starega mesta nakazuje, da gre za mandalo, kozmični diagram, postavljen na podlagi načel simetrije in lokusov.
Tempeljski kompleks je imel živo zgodovino, uporabljal se je skoraj vso svojo zgodovino, razen približno 60 let, ko je bil po uničenju v 14. stoletju zaprt in v ruševinah. Tempelj se je v moderni dobi še naprej razvijal. Na primer, pred kolonialno dobo je bil tempeljski kompleks znotraj druge plasti utrjenega obzidja starega mesta. Britanci so to plast utrdbe porušili v začetku 19. stoletja. Ohranjeni načrt tempeljskega kompleksa ga umešča v staro mesto, ki ga opredeljuje niz koncentričnih kvadratov okoli templja.

## Zidovi
Starodavni tempeljski kompleks je bil odprt. Dvoriščno obzidje je bilo sčasoma dodano kot odgovor na invazijo in plenjenje tempeljskega kompleksa. Po besedilu Thirupanimalai je poveljnik Vidžajanagara Kumara Kampana po končanem osvajanju Maduraja v 14. stoletju obnovil prej obstoječo strukturo in okoli templja zgradil obrambne zidove. Lakana Najakar je dodal obrambne zidove okoli prve prakare (dvorišče) ter sredi 15. stoletja razširil in prenovil svetišče Mahamandapa in Menakši.
Po uničenju hindujskega imperija Vidžajanagara v poznem 16. stoletju s strani koalicije islamskih dekanskih sultanatov severno od Karnatake je regija Madurai razglasila svojo suverenost. Višvanatha Najak je nato vložil vire v močno utrdbo tempeljskega kompleksa in postavil nov načrt za tempeljski kompleks. Vladar Najaka je z zlatom pozlatil tudi vimane primarnih svetišč. Četiapa Najakkar je obnovil Dvarapala mandapam pred Sanadhi gopuramom, kot tudi severno kolonado rezervoarja Zlatega lotosa, drugega zaščitnega zidu okoli svetišča Menakši Devi.

### Gopure
Svetišča templja Menakši so vgrajena v tri ograjene prostore s stenami in vsaka od njih ima štiri prehode, zunanji stolp pa se povečuje in sega višje do ustreznega notranjega. Tempelj ima 14 gopur, od katerih je najvišji južni stolp, ki se dviga na več kot 52 m in je bil ponovno zgrajen v poznem 16. stoletju. Najstarejša gopura je vzhodna (I na načrtu), ki jo je zgradil Maravarman Sundara Pandjan med letoma 1216-1238. Vsaka gopura je večnadstropna stavba, prekrita s skulpturami, pobarvane v svetlih odtenkih. Zunanja gopura je visok piramidasti stolp, ki služi kot orientacijski znak za prihajajoče romarje, medtem ko so notranje gopure manjše in služijo kot vhodna vrata v različna svetišča.
Tempeljski kompleks ima 4 devetnadstropne gopure (zunanje, radža), 1 sedemnadstropno gopuro (čitirai), 5 petnadstropnih gopur, 2 trinadstropne in 2 enonadstropni z zlatom pozlačeni svetišči. Od teh je pet prehodov v svetišče Sundarešvara, trije v svetišče Menakši. Stolpi so pokriti s podobami iz štukature, od katerih so nekatere figure božanstev, druge pa figure iz hindujske mitologije, svetniki ali učenjaki. Vsaka skupina ali nizi plošč v vsakem nadstropju predstavljajo epizodo iz regionalne ali vsehindujske legende. Štiri najvišje gopure samo na zunanjih stenah prikazujejo skoraj 4000 mitoloških zgodb.
Nekateri izmed glavnih gopur kompleksa templja Menakši so:
- Deli trinadstropne gopure na vhodu v svetišče Sundarešvarar in osrednji del svetišča boginje Menakši so med najzgodnejšimi ohranjenimi deli templja. Zgradil jih je kralj Kulasekara Pandja (1190-1216). Tradicionalna besedila ga imenujejo kralj pesnik-svetnik, dodatno mu pripisujejo pesem z naslovom Ambikai Malai, pa tudi svetišča (koil) za Nataradžar in Surja v bližini glavnega templja, Ajanar na vzhodu, Vinajagar na jugu, Kariamalperumal v zahodu in Kali na severu. Zgradil je tudi Mahamandapam.
- Maravarman Sundara Pandjan I. je leta 1231 zgradil gopuro, ki se je takrat imenovala Avanivendaraman, pozneje pa je bila obnovljena, razširjena in imenovana Sundara Pandya Thirukkopuram.
- Čitra gopur (W), znana tudi kot Mutalakkum Vajil, je zgradil Maravarman Sundara Pandjan II. (1238-1251). Ta gopura je dobila ime po freskah in reliefih, ki prikazujejo posvetne in verske teme hindujske kulture. Maravarman Sundara Pandjan II. je svetišču Sundarešvara dodal hodnik s stebri in Mandapam Sundara Pandjan. Po poškodbi iz 14. stoletja je bila obnovljena, njeno granitno zgradbo je po letu 1595 obnovil Kumara Krišnappar.
- Vembaturara Ananda Nambi je zgradil zgodnjo različico tristopenjske gopure leta 1227. Tako kot druge gopure je bila tudi ta uničena v 14. stoletju in pozneje ponovno zgrajena. Najdemo jo med svetiščem Menakši in mandapo Kilikutu (papiga). Nekateri napisi jo omenjajo kot Vembathurar gopuram.

- Gopura vzhodno od svetišča Sundarešvara ima 5 nadstropij. Okoli leta 1372 jo je dokončal Vasuvapan, potem ko so vladarji Vidžajanagare ponovno odprli tempeljski kompleks, potem ko je ostal v ruševinah in miroval približno pet desetletij. Gopura zahodno od svetišča Sundarešvara je prav tako 5-nadstropna in jo je okoli leta 1374 dokončal Malapan.[45]
- Glede na napise, najdene na temeljih vrat, je Visvapa Najakar okoli leta 1530 zgradil Najaka gopuram v drugi prakari, medtem ko je Palahai gopuram približno ob istem času zgradil Malappan. Obe gopuri imata podoben slog in arhitekturo, ki ju je verjetno zgradila sodelujoča skupina istih umetnikov.
- Kadaka Gopuram je okoli sredine 16. stoletja zgradil Tumpiči Najakkar, vendar različna besedila navajajo različne datume. Je petnadstropna, do leta 1963 je bila iz neznanih razlogov obzidana in zaprta. Ta gopura je bila ponovno odprta po končani prenovi leta 1963.
- Gopura v bližini svetišča Ganeša (Mukuruni Vinajakar), imenovana tudi Nadukattu gopuram ali Idaikatu gopuram, je zgradila družina Siramalai Sevanthimurti Četi. Imenuje se Nadukatu, ker je med svetišči Menakši in Sundarešvarar. Prav tako so ponovno zgradili in prenovili Idabhakuri Gopuram, petnadstropni stolp na severnem delu ulice Adi.
- Devetnadstropno južno gopuro, najvišji stolp, je prav tako zgradila družina Siramalai Sevanthimurti Četi, premožni hinduisti, ki so živeli blizu Thiručirapalija. Dograjena je bila v drugi polovici 16. stoletja. Gopura je znana po svojem obsežnem umetniškem delu z več kot 1500 mitološkimi liki na ploščah, ki pripovedujejo legende iz hindujskih besedil, zlasti Purana.
- Motai gopuram ('plešasti' prehod) je začel izvajati Krišnapa Najakar, imenovana tudi North Raja gopuram (tega ni na načrtu, pod spodnjim robom). Dokončala jo je družina Amaravati Purur Vajinagaram Četijar leta 1878. Mottai gopuram skoraj tri stoletja ni imela strešne konstrukcije, je preprostejša in ima manj štukaturnih podob kot drugi večji vhodi, zaradi česar je razmeroma plešasta (lokalno ime). Pred dokončanjem v 19. stoletju je imela gopura iz kamna in opeke še manj štukaturnih podob.

### Svetišča
Tempelj Menakši ima dve ločeni svetišči za boginjo Menakši (Parvati, Devi, Aman) in boga Sundarešvaro (Šiva, Deva, Cuvami), tako kot večina templjev Šaiva. Oba sta odprta proti vzhodu. Svetišče Devi je na južni strani (B), medtem ko je svetišče Deva postavljeno bolj v središču, na severu (A), tako da je boginja postavljena kot pradhana murti ali 'pomembnejša' desna stran v kompleksu, navaja Fuller.
Svetišče boginje ima podobo Menakši iz zelenega kamna, ki stoji s pokrčenimi nogami. Njena dvignjena roka drži lotos, na katerem sedi zelena papiga. Leva roka ji visi ob boku. Ta slika je postavljena v kvadratno garbhagriha (osrednje svetišče). Kopija te podobe je bila izdelana iz kovine in je shranjena v tempeljskem kompleksu. Kovinska različica se uporablja za praznično procesijo. Posebnost v smislu ikonografije je prisotnost papige v njeni desni roki. Papiga je na splošno povezana s Sri Vaišnavo Alvar Andal. Svetišče Sundarešvarar ima kamnit lingam v svetišču s kvadratnim tlorisom, ta anikon pa je zasenčen pod kapuco kamnite kobre. V severovzhodnem kotu je še ena kamnita podoba njegove soproge. Nobeden od teh ne potuje med praznično procesijo. Namesto tega je Sundarešvarar predstavljen v obliki antropomorfne podobe Somaskande. Obstaja še ena kovinska simbolična podoba Šive, imenovana Cokar, ki je le par reliefnih stopal na kovinskem stolu. Ta simbol se ves dan hrani v bližini svetišča Sundarešvarar, nato pa ga vsak dan v palakiju vsak večer odnesejo v Menakšijino sobo, tako da lahko simbolično skupaj preživita noč. Zjutraj tempeljski prostovoljci zbudijo božanski par in simbolično Cokarjevo podobo odnesejo nazaj v svetišče Sundarešvarar.
Svetišče za Sundarešvarar je največje v kompleksu in njegov vhod je poravnan z vzhodno gopuro. Svetišče za Menakši je manjše, čeprav teološko bolj pomembno. Obe imata pozlačeno Vimanam (stolp nad svetiščem). Zlati vrh je mogoče videti z velike razdalje na zahodu skozi odprtini dveh zaporednih stolpov. Visoka skulptura Ganeša, izklesana iz enega kamna, ki je zunaj svetišča Sundarešvarar na poti od svetišča Menakši, se imenuje Mukuruni Vinajakar. Velika mera riža, ki meri 3 kurini (mera), je oblikovana v veliko kroglo žrtvovanja in zato se Ganeš imenuje Mukurni Vinajagar (trije kurini).
Kumara Kampana, kot piše v besedilu Thirupanimalai, je daroval dragulje in dal donacije za kritje stroškov za vsakodnevno delovanje obeh svetišč v 14. stoletju. Tamilski hindujci, ki so skrili tempeljske idole v Nandžil Nadu, so jih prinesli nazaj in ponovno posvetili, s čimer so končali obdobje skoraj petih desetletij, ko je bil tempelj zaprt pod vladavino sultanata Maduraija. Tempeljski napisi kažejo, da so vladarji Vidžajanagare sodelovali pri bogoslužnih obredih v templju in darovali zlato vse do 16. stoletja. Lakana Najakar je zgradil Paliarai (posteljno komoro) sredi 15. stoletja, da sta boginja ikona in bog simbolično preživela noč skupaj. Svetišče Nataraja je prav tako dodal v 15. stoletju Arulalan Sevahadevan Vanathirajan, ki je prenovil tudi svetišče Thiruvalavaudaijar.
Tempelj ima še druga svetišča, na primer za Murugana v severozahodnem kotu drugega dvorišča. Zgradil ga je Krišnapa Najakar II. Visoka, monolitna skulptura Ganeše z veliko riževo kroglo, lokalno imenovana Mukuruni Vinajakar, je izklesana na poti med svetiščem Menakši in svetiščem Sundarešvarar, kar odraža legendo, ki mu je dala slonjo glavo.

### Tempeljski rezervoar in okoliški portik
Najake, ki so bili lokalni guvernerji vladarjev Vidžajanagare, so razširili tempeljski kompleks. Leta 1516 je Saluvanarasana Najaka dodal sveti bazen, v katerem so se romarji lahko kopali, in ga poimenoval Ezhukadal (sedem morij, Saptasaharam). Četiapa Najakar je obnovil severno stebrišče Zlatega lotosovega rezervoarja, pa tudi Dvarapala mandapam pred Sanadhi gopuramom.
Sveti tempeljski rezervoar se imenuje Porthamarai Kulam ('Ribnik z zlatim lotosom'). Imenujejo ga tudi Adhi Theertham, Sivaganga in Uthama Theertham. Bazen je velik 50 m x 37 m. Stene bazena so bile poslikane s freskami. Ohranjen je le del slik iz 17. in 18. stoletja iz obdobja Najak in en tak del je najden v majhnem portiku na zahodni strani rezervoarja. Prikazuje poroko Sundarešvararja in Menkaši, ki sta se je udeležila Vidžajaranga Čokanatha in Rani Mangamal. Slika je narejena na živo rdečem ozadju, z nežnimi črnimi linijami in velikimi površinami bele, zelene in oker barve. Nebeški par sedi znotraj arhitekturnega okvirja s cvetočim drevesom v ozadju.
Majhno gugalnico mandapam s šestimi stebri (Undžal) je v tem obdobju zgradil Čeventhi Murthi Četi, ki je še vedno v uporabi za petkov ritual in hrani tudi model celotnega tempeljskega kompleksa, ustvarjenega leta 1985.

### Dvorane
Tempeljski kompleks ima veliko mandap (dvoran s stebri), ki so jih skozi stoletja zgradili kralji in bogati meceni. So čoultri ali kraj za počitek romarjev. Nekatere od teh mandap so:

#### Glavnei mandape
- Činnapa Najakar je zgradil Mandapa Najaka Mandapam s 100 stebri na severovzhodnem delu drugega dvorišča leta 1526. Ta mandapa hrani znameniti kip Nataradža z dvignjeno 'desno' nogo v plesni mudri namesto leve noge, ki jo običajno najdemo v bronastih izdelkih Nataradža.

- Majhno mandapo z gugalnico in šestimi stebri (Undžal, ondžal) je v tem obdobju zgradil Čeventhi Murthi Četi, ki je trenutno v uporabi za petkov ritual. Podobi Menakši in Sundarešvarar vsak petek zvečer postavimo na gugalnico in jih zazibajo. Svetišče ima 3-nadstropno gopuro, ki jo obdajata dva dvarapala (varuha) in podpirajo zlati, pravokotni stebri z lotosovimi oznakami. Po obodu komore so prisotne granitne plošče božanskega para. Dvorana je na zahodnem bregu templja. Ta mandapa hrani tudi model celotnega tempeljskega kompleksa, ustvarjen leta 1985.
- Kambathadi mandapa (H) je zgradil Krišna Virapa Najakar (1572-1595). Ta čoultri dvorana je znana po zapleteno izrezljanih skulpturah in osmih Šivinih oblikah: Ardanarišvara (pol Parvati, pol Šiva), Rudra (jezni Šiva), Bhikšadanamurti (Šiva kot menih), Dakšinamurti (Šiva kot učitelj joge, guru), Lingobhava (Šiva, ki izhaja iz lingama), Ekapathamurti, Rišaba, Somaskanda (Šiva, Parvati in Skanda), Čandrasekara, Nataradža (plešoči Šiva) in Somasundara.
- Ašta Šakthi Mandapa (Dvorana osmih boginj) sta zgradili dve kraljici. To je dvorana blizu vzhodne gopure, med glavnim vhodom za obiskovalce in manjšo gopuro, ki vodi do stolpa svetišča Menakši. Prehod je dobil ime po osmih oblikah boginje Šakti, vklesanih na njegove stebre: Kumari, Roudri, Vaišnavi, Maha-Lakšmi, Yagnarupini, Šjamala, Mahešvari in Manonmani. Te odražajo vidike ženske in moči vseh glavnih tradicij hinduizma. Druge skulpture in slike prikazujejo Tiruvilajadal (svete Šivine igre). Skulpture junakov Mahabharate, Panča Pandav, si lahko ogleda v Panča Pandava Mandapi (Dvorana Pandav). Dvorana ima tudi štiri skulpture učenjakov Šive in kip Mahatme Gandija, dodan leta 1923, ko so bili Indijci sredi boja za neodvisnost od kolonialne britanske vladavine.

- Kilikondu Mandapa, imenovana tudi Sangili mandapa (E), je blizu svetišča Menakši. Beseda Kilikondu pomeni 'kletka za papige' in v preteklosti so papige, ki so jih tukaj gojili, učili govoriti Menakši. To dvorano s stebri je leta 1623 dokončal Muthu Verapa Najakar. Kletke so kasneje odstranili. V sodobnem času dekleta izvajajo ples kolatam, vrsto plesa s palico, ki vključuje akrobacije in oblikovanje verig z dolgimi vrvmi, ki visijo s stropa, zato se imenuje sangili. Ti plesi praznujejo dneve hindujskih festivalov. Kilikoondu Mandapa je znana po svoji skulpturi likov iz Mahabharate, hindujskega epa. Ima tudi skulpturo jali na stebru, znotraj katerega ustje je vklesana kamnita krogla, ki se prosto vrti.
- Kambatadi Mandapa (Dvorana tempeljskega drevesa) s sedečim Nandijem (svetim bikom) ima izklesane različne manifestacije Šive in vsebuje tudi znamenito skulpturo Poroka Menakši. Druge skulpture tukaj so Šiva in Kali v plesnem tekmovanju, zlati drog za zastavo, Durga kot Sidar.
- Vira vasantha raja mandapa (R) je južno od mandape s 1000 stebri in jo je leta 1611 dokončal Muthu Verappa Najakar I.. Vsebuje Nandi, ki gleda na glavno svetišče Sundarešvara. Južno od te dvorane je kaljana mandapa ali poročna dvorana. Tu se vsako leto praznuje poroka Šive in Parvati med festivalom Čithirai, ki pade nekje v aprilu ali okoli njega.

- Pudumandapam, imenovana tudi Vasantha mandapam, je dokončal Thirumalai Najak v 17. stoletju. Je pred vzhodnim stolpom, zunaj sedanjega obzidanega kompleksa. Vodi do nedokončane vzhodne gopure. Ima 124 stebrov, od katerih ima vsak zapleteno izrezljane skulpture Menakšijine poroke s Šivo, Kali, Nataraja, Surja, Čandra, kot tudi običajne življenjske prizore, kot so sloni, ki jedo stebla sladkornega trsa, najdemo v tem mandapi. Njena priljubljenost je povzročila, da so trgovci zasedli dvorano s stebri, od katerih nekateri skrijejo ali otežijo popoln pogled na skulpturo.
- Golu mandapa je zgradil Thitijapa Četi, navaden človek, leta 1565 med vladavino Krišnape Najakarja. Ta mandapa se vsako leto uporablja med festivalom Navaratri, ko je boginja Menakši okrašena kot lutka golu, v devetih različnih oblikah na vsakega od devetih dni jesenskega festivala.

- Dvorana s tisoč stebri (Q) vsebuje 985 (namesto 1000) izrezljanih stebrov, pri čemer dve svetišči zasedata prostor preostalih 15. Dvorano je zgradil Arijanatha Mudaliar leta 1569 in združuje inženirsko znanje in umetniško vizijo. Arijanatha Mudaliar je bil predsednik vlade in general Visvanatha Najaka, prvi Najaka Maduraja (1559–1600). Na vhodu v dvorano je kip Arijanatha Mudaliarja, ki sedi na konju in obdaja eno stran vhoda v tempelj. Vsak steber v dvorani je izrezljana skulptura. Med izklesanimi figurami so vidnejše figure Rati (žena Kame), Karthikeje, Ganaše, Šive kot tavajočega berača. Dvorana ima dve vrsti stebrov, vklesanih s podobami jalija (mitološke zveri s telesom leva in glavo slona). Je severno od štabne dvorane Sundarešvarare. V dvorani je muzej tempeljske umetnosti, kjer so prikazane ikone, fotografije, risbe in drugi eksponati templja. Tik pred to dvorano, proti zahodu, so Glasbeni stebri. Vsak steber, ko ga udarimo, ustvari drugačno glasbeno noto.

#### Druge mandape
- Lakana Najakar je razširil in prenovil Mahamandapo v poznem 15. stoletju našega štetja.
- Určava Najanar Mandapa in majhno mandapo s šestimi stebri pred Mahamandapo je v 15. stoletju obnovil Sundaratoljdaiya Mavali Vanathirajar.
- Čettiapa Najakar je v poznem 16. stoletju obnovil Dvarapala mandapam pred Sanadhi gopuro, pa tudi severno kolonado rezervoarja Zlati Lotos.
- Vanijadi Natarajar Mandapam in Annakuli Mandapam je zgradila ženska po imenu Čelapen Manikam v poznem 16. stoletju.
- Murthijaman mandapam in Nandi mandapam je zgradil Krišnapa Najakar (1564-1572). Nandi mandapam je bila ponovno prenovljena leta 1877.
- Mudali Pilai Mandapam ali Irutu Mandapam (temna dvorana) je široka in dolga dvorana, ki jo je leta 1613 zgradil Muthu Pilai. Na stebrih dvoran so čudovite skulpture Šive, ki pripoveduje legendo o Bikšadanarju.

- Mangajarkarasi mandapam je na novo zgrajena dvorana, ki je nasproti poročnih dvoran in nosi ime kraljice Mangajarkarasi, ki je prispevala k šaivizmu in tamilščini. Južno od Mangajarkarasi mandapama leži Servaikarar Mandapam, dvorana, ki so jo zgradili bratje Marudu leta 1795. Nagara mandapam (Dvorana utripajočih bobnov) leži nasproti svetišča Sundarešvarar, zgradil pa jo je Ačaja Rajar, minister Rani Mangammala leta 1635. Kolu Mandapam je dvorana za razstavljanje lutk med festivalom Navarathri, ki se praznuje med septembrom in oktobrom. Ta dvorana je v drugem hodniku svetišča Menakši na zahodni strani.

V mandapah so tudi zbirališča skupnosti. Kanaka Sabha in Ratna Sabha sta v prvi prahari, Radžata Sabha v Veliambalamu, Deva Sabha v mandapi s 100 stebri in Čitra Sabha v mandapiu s 1000 stebri.